# Erasmus Quellinus, o Jovem

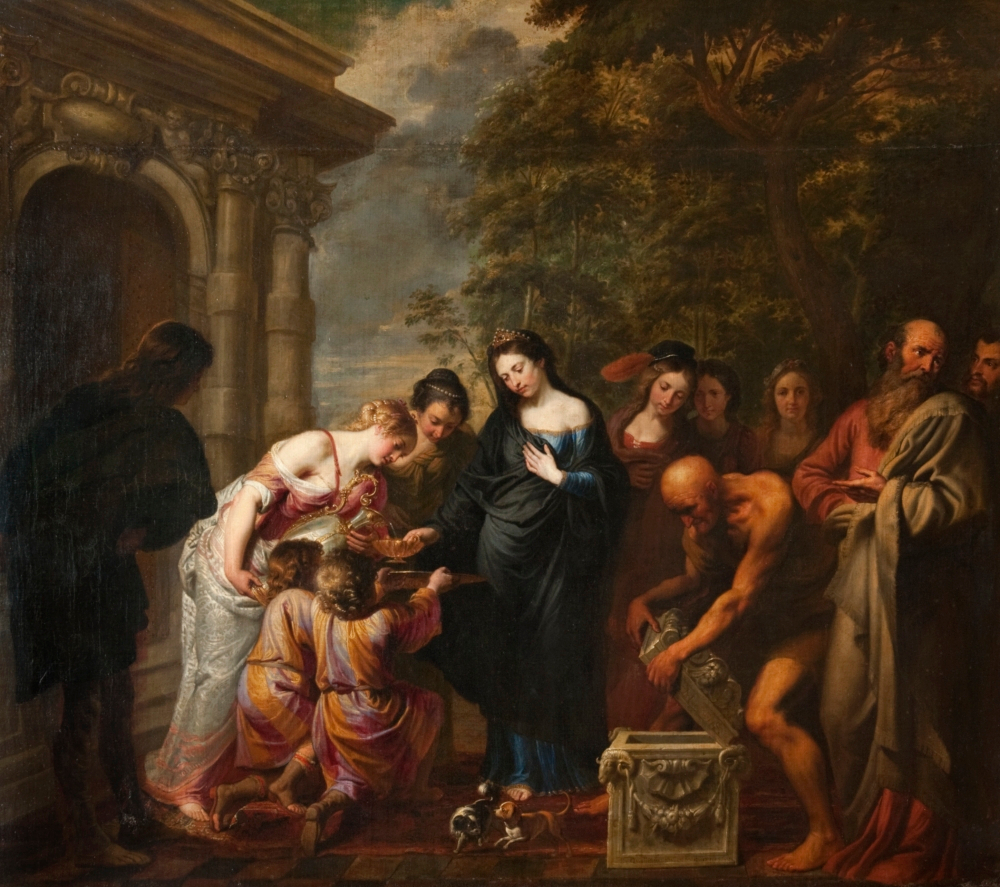
Artemísia

Erasmus Quellinus II ou Erasmus Quellinus, o Jovem (1607–1678) foi um pintor, desenhista e produtor de gravuras e tapeçarias [Pintura flamenga|[flamengo]] que trabalhou em vários gêneros de arte. Foi aluno de Peter Paul Rubens e um de seus mais próximos colaboradores na década de 1630. Após a morte de seu mestre, em 1640, tornou-se um dos mais prolíficos e famosos pintores de Flandres. 

## Vida
Erasmus Quellinus II nasceu em Antuérpia, filho de Erasmus Quellinus I.  A Família Quellinus tornou-se uma das famílias de artistas mais famosas de Antuérpia, produzindo escultores, pintores e impressores que desenvolveram carreiras em Flandres e no exterior. O pai, Erasmus Quellinus I, um escultor, mudou-se de Sint-Truiden para Antuérpia.  Os irmãos de Erasmus Quellinus, o Jovem foram artistas também: Artus (1609-1668) um importante escultor do Barroco e Hubertus (1619-1687), um gravador.[carece de fontes?]
Erasmus Quellinus II tornou-se aluno de Jan-Baptist Verhaeghe, um obscuro artista, em 1633. Tornou-se mestre da Guilda de São Lucas em Antuérpia em 1633. Na década de 1630s, trabalhou e possivelmente estudou no ateliê de Rubens e colaborou regularmente em projetos conjuntos. O filho de Erasmus, Jan Erasmus também tornou-se pintor. 
O irmão, Artus Quellinus I, voultou de Roma para Antuérpia em 1640. Artus trabalhava com um estilo clássico do Barroco sob a influência de François Duquesnoy, em cujo ateliê em Roma tinha trabalhado. Esse estilo foi influenciado pelo Classicismo de Annibale Carracci. Os dois irmão trabalhariam desde então juntos em vários projetos mutualmente influenciando suas obras.[carece de fontes?]
Após a morte de sua primeira esposa, Erasmus Quellinus II casou-se com Françoise de Fren, irma de Isabella de Fren, casada com o pintor da corte David Teniers II.
Entre seus alunos estão seu filho, Jan Erasmus Quellinus, Guilliam Forchondt (II), Julius de Geest, Willem de Ryck, Anthoni Schoonjans, Wallerant Vaillant e Remacle Serin.

## Obras
Erasmus Quellinus II era um artista versátil que trabalhava em vários gêneros. Rcebia encomendas para a produção de obras da Contra-Reforma e outras sobre temas históricos e mitológicos. Como Rubens, era um pictor doctus, com um grande conhecimento de História Antiga e Filosofia, possuindo uma grande biblioteca e ampla coleção de arte.
Mesmo quando trabalhava com Rubens, possuía um estilo diferenciado, reminiscente dos seguidores de Caravaggio tais como Theodoor Rombouts e Gerard Seghers. A partir da década de 1640s, seu estilo tomou um aspecto mais escultural a partir a influência de seu irmão. [carece de fontes?]
Como era comum na Antuérpia daquele tempo, Quellinus colaborou com vários outros pintores em pinturas de guirlandas, tais como Jan Philip van Thielen, Daniel Seghers, Jan Pieter Brueghel, Frans Ykens, Peter Willebeeck e Jan Anton van der Baren.  Quellinus também colaborou com pintores que se especializavam em animais e naturezas-mortas como Jan Fyt, Peter Boel e Jan van Kessel, o Velho.